# Грин (округ, Кентукки)
Грин (англ. Green County) — округ в США, штате Кентукки. Официально образован в 1793 году. Получил своё название в честь американского генерала Натаниэля Грина. По состоянию на 2010 год, численность населения округа составляла 11 258 человек.

## География
По данным Бюро переписи США, общая площадь округа равняется 748,0 км², из которых 0,04 % это водоёмы.

### Соседние округа
- Ла-Ру — север
- Тейлор — северо-восток
- Адэр — юго-восток
- Меткаф — юго-запад
- Харт — запад

## Демография
По данным переписи населения 2000 года в округе проживает 11 518 жителей в составе 4 121 домашних хозяйств и 4 706 семей. Плотность населения составляет 15 человек на км². На территории округа насчитывается 5 420 жилых строений, при плотности застройки 7,3 строения на км². Расовый состав населения: белые — 96,19 %, афроамериканцы — 2,61 %, коренные американцы (индейцы) — 0,10 %, азиаты — 0,13 %, представители других рас — 0,31 %, представители двух или более рас — 0,65 %. Испаноязычные составляли 0,95 % населения.
В составе 29,90 % из общего числа домашних хозяйств проживают дети в возрасте до 18 лет, 59,70 % домашних хозяйств представляют собой супружеские пары проживающие вместе, 8,50 % домашних хозяйств представляют собой одиноких женщин без супруга, 28,20 % домашних хозяйств не имеют отношения к семьям, 25,40 % домашних хозяйств состоят из одного человека, 13,20 % домашних хозяйств состоят из престарелых (65 лет и старше), проживающих в одиночестве. Средний размер домашнего хозяйства составляет 2,41 человека, и средний размер семьи 2,87 человека.
Возрастной состав округа: 22,70 % моложе 18 лет, 8,10 % от 18 до 24, 26,80 % от 25 до 44, 25,40 % от 45 до 64 и 16,90 % от 65 и старше. Средний возраст жителя округа 37 лет. На каждые 100 женщин приходится 96,90 мужчин. На каждые 100 женщин старше 18 лет приходится 91,90 мужчин.
Средний доход на домохозяйство в округе составлял 25 463 USD, на семью — 31 852 USD. Среднестатистический заработок мужчины был 25 764 USD против 17 510 USD для женщины. Доход на душу населения был 16 107 USD. Около 15,20 % семей и 18,40 % общего населения находились ниже черты бедности, в том числе — 23,10 % молодёжи (тех кому ещё не исполнилось 18 лет) и 18,50 % тех кому было уже больше 65 лет.